# Al-Thawrah
Al-Thawrah (tiếng Ả Rập: الثورة aṯ ṯawrah còn được gọi là al-Tabqah (tiếng Ả Rập: الطبقة aṭ ṭabqah; tiếng Kurd: Tebqa, tiếng Syriac cổ điển: ܛܒܩܗ; Tên chính thức trước ngày 8 tháng 3 năm 1967 ), là một thành phố nằm ở tỉnh Raqqa (Syria), khoảng 55 kilômét (34 mi)   phía tây Raqqa. Cái tên "al-Thawrah" có nghĩa đen là "Cuộc cách mạng", liên quan đến cuộc cách mạng ngày 8 tháng 3. Đập Tabqa nằm trên sông Euphrates, tạo ra hồ Assad, được xây dựng gần al-Thawrah. Thành phố có dân số 69.425 theo điều tra dân số năm 2004.

Al-Thawrah là trung tâm hành chính của Nahiya Al-Tabqah và Quận Al-Thawrah.

## Nội chiến Syria

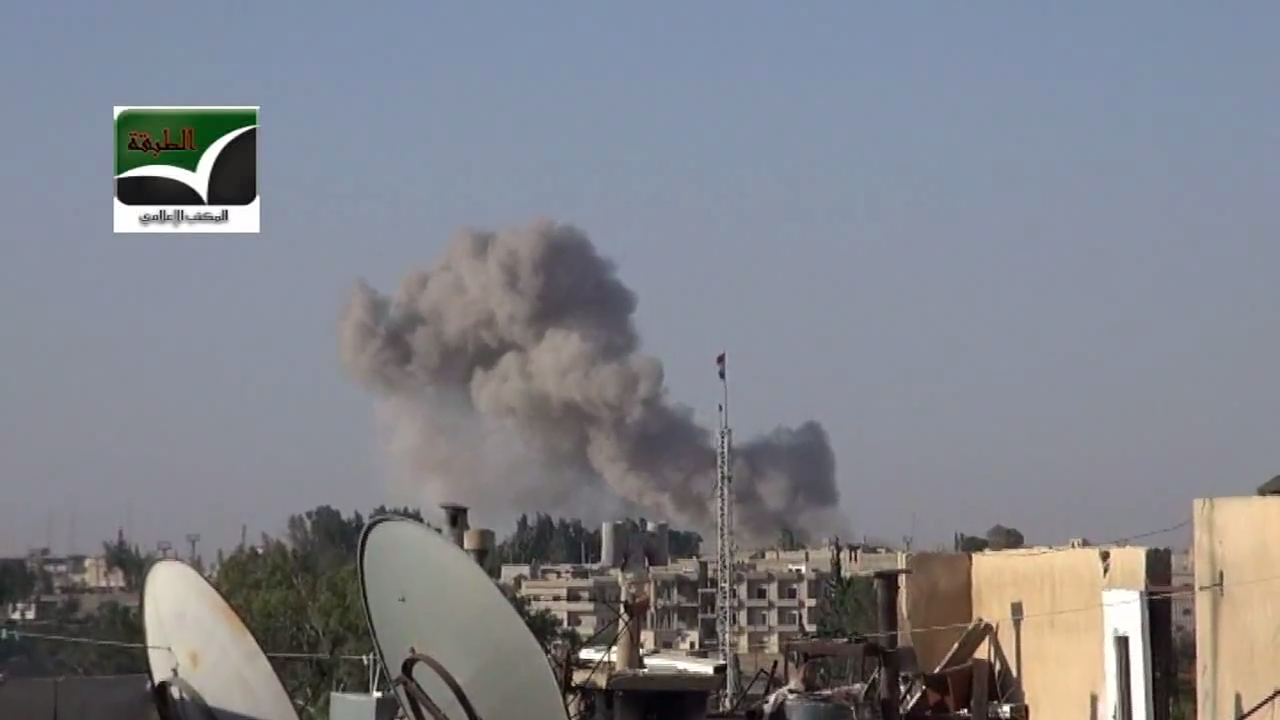
Khói bốc lên ở Tabqa sau khi thành phố bị không kích Syria tấn công vào tháng 6 năm 2013

Vào ngày 26 tháng 11 năm 2012, trong cuộc Nội chiến Syria, một tuyến đường chính từ Raqqa đến Aleppo đi qua al-Thawrah dọc theo Euphrates đã được cả trạm kiểm soát của chính phủ và phiến quân rải rác. Vào ngày 11 tháng 2 năm 2013, các nhóm phiến quân bao gồm Mặt trận al-Nusra và Liwa Owais al-Qorani đã tiếp quản thành phố. Vào ngày 21 tháng 11, đã xảy ra cuộc chiến khốc liệt giữa quân đội chính phủ và phiến quân trong thị trấn. Vào ngày 25 tháng 11, phiến quân đã kiểm soát thị trấn. Vào ngày 5 tháng 1 năm 2014, đã có các cuộc đụng độ ở Tabqa, nơi lực lượng ISIL chiếm ưu thế nhất, theo Đài quan sát nhân quyền Syria (SOHR).
Vào ngày 22 tháng 3 năm 2017, SOHR đã báo cáo rằng một cuộc không kích của liên minh quốc tế đã giết chết hoặc làm bị thương hơn 40 người. BBC báo cáo 27 người chết và 40 người bị thương. Trong thời kỳ ISIL cai trị, các nhà thờ Công giáo, Chính thống giáo Antiochian và Nhà thờ Assyrian ở phía đông của thị trấn đã bị biến thành một bãi đậu xe, một nhà máy vũ khí và một ngôi nhà với các chiến binh ISIL phá hủy tất cả các biểu tượng Kitô giáo của ba nhà thờ. Nhà thờ Hồi giáo Shiite Omar Bin al-Khatab đã bị phá hủy và một nơi thờ cúng Ismaili đã biến thành một trung tâm đào tạo trẻ em. Lực lượng Dân chủ Syria, cũng như SOHR, đã tuyên bố vào ngày 10 tháng 5 rằng liên minh đã chiếm được hoàn toàn thị trấn cũng như con đập.

## Nhân khẩu học
Trước cuộc nội chiến, phần lớn cư dân của thành phố là người Ả Rập Sunni, với người Kurd, người Armenia, người Assyria cũng như người thiểu số Ả Rập Ismaili và Shiite. Cộng đồng thiểu số Assyria gồm khoảng 1.000 người, với một nửa thuộc về Giáo hội Assyria ở phương Đông, có nguồn gốc từ các làng sông Khabour, và nửa còn lại là các Kitô hữu Chính thống giáo Syriac, cùng với một số gia đình Công giáo Chaldean, Công giáo và Tin lành. Nhưng bây giờ các Kitô hữu đã rời đi và rất ít người trở về sau giải phóng

## Khí hậu
| Dữ liệu khí hậu của {{{location}}} | Dữ liệu khí hậu của {{{location}}} | Dữ liệu khí hậu của {{{location}}} | Dữ liệu khí hậu của {{{location}}} | Dữ liệu khí hậu của {{{location}}} | Dữ liệu khí hậu của {{{location}}} | Dữ liệu khí hậu của {{{location}}} | Dữ liệu khí hậu của {{{location}}} | Dữ liệu khí hậu của {{{location}}} | Dữ liệu khí hậu của {{{location}}} | Dữ liệu khí hậu của {{{location}}} | Dữ liệu khí hậu của {{{location}}} | Dữ liệu khí hậu của {{{location}}} | Dữ liệu khí hậu của {{{location}}} |
| Tháng                              | 1                                  | 2                                  | 3                                  | 4                                  | 5                                  | 6                                  | 7                                  | 8                                  | 9                                  | 10                                 | 11                                 | 12                                 | Năm                                |
| ---------------------------------- | ---------------------------------- | ---------------------------------- | ---------------------------------- | ---------------------------------- | ---------------------------------- | ---------------------------------- | ---------------------------------- | ---------------------------------- | ---------------------------------- | ---------------------------------- | ---------------------------------- | ---------------------------------- | ---------------------------------- |
| [ cần dẫn nguồn ]                  |                                    |                                    |                                    |                                    |                                    |                                    |                                    |                                    |                                    |                                    |                                    |                                    |                                    |